# Huân chương Hoàng gia Chakri
Huân chương Hoàng gia Chakri (tiếng Anh: Order of the Royal House of Charki; tiếng Thái: เครื่องขัตติยราชอิสริยาภรณ์อันมีเกียรติคุณรุ่งเรื่องยิ่งมหาจักรีบรมราชวงศ์) là một huân chương của Thái Lan, được vua Rama V thành lập vào năm 1882.

## Người được trao huân chương tiêu biểu
- Bhumibol Adulyadej
- Sirikit
- Maha Vajiralongkorn
- Elizabeth II[1]
- Norodom Sihanouk[2]
- Akihito[3]